# 寺井千万基
寺井 千万基（てらい ちまき、1951年6月1日 - ）は、元日本中央競馬会騎手、元調教助手。北海道えりも町出身。

## 来歴
1973年に伊藤修司厩舎所属騎手としてデビュー。しかし減量苦などもあってデビュー時から障害競走限定の免許しか取得していなかった。
当時の伊藤厩舎には障害馬がいなかったために伊藤は彼のためにある1頭の馬を障害に転向させたという。その馬とは2012年現在でも唯一の障害馬のJRA顕彰馬であるグランドマーチスである。
寺井はグランドマーチスの初障害戦でデビューし、2着。2週後のレースで同馬にて初勝利。初重賞も同馬（1974年中山大障害（春））であった。以後グランドマーチスは障害戦で19勝をあげ、そのうち18勝（1勝は寺井が落馬負傷したために乗り替わりの法理弘が挙げたもの）を寺井騎乗で決めている。
1980年に騎手引退。以後は伊藤厩舎で調教助手を務めた。2000年に伊藤が調教師を引退し厩舎が解散した後は鮫島一歩厩舎に移籍、65歳の定年を迎えた2016年1月末までこれを務めた。

## 通算成績
- 171戦31勝（うち重賞6勝） 連対率 .327（すべて障害戦による）